# Cobain's Diary
Cobain's Diary — четвертий альбом репера King Gordy. У записі релізу взяли участь Bizarre, гурт Fat Killahz та ін. Виконавчий продюсер: Олаф Джонсон. Співпродюсер: Джейк Бесс. Трек «Davidians» у виконанні дуету The Davidians, до складу якого увійшли Кінґ Ґорді та Бізар, присутній на перевиданні альбому як один з двох бонус-треків.

## Список пісень
| #   | Назва                                             | Тривалість |
| --- | ------------------------------------------------- | ---------- |
| 1.  | «Intro»                                           | 2:12       |
| 2.  | «They've Come for Me (Nightmares Pt. 2)»          | 3:19       |
| 3.  | «Cobainiac» (з участю Bizarre)                    | 3:37       |
| 4.  | «Go and Get a Knife»                              | 4:25       |
| 5.  | «Damian»                                          | 3:59       |
| 6.  | «Beautiful Day»                                   | 3:35       |
| 7.  | «El Diablo»                                       | 4:09       |
| 8.  | «Chasing People thru the Woods»                   | 4:11       |
| 9.  | «Love» (з участю Fat Killahz)                     | 3:57       |
| 10. | «The Gift and the Curse» (з участю Monica Blaire) | 4:26       |
| 11. | «Worship Me/Murder Me» (з участю Sal)             | 3:42       |
| 12. | «Outro»                                           | 1:14       |